# ステファヌス4世 (ローマ教皇)
ステファヌス4世（ステファヌス4せい）と呼ばれることがあるローマ教皇は2人存在する。「ステファヌス」の名を持つ教皇の代数に関する歴史的経緯はステファヌス (教皇選出者)#「教皇ステファヌス」とその代数を参照。
1. ステファヌス4世 (在位:768年-772年)→ステファヌス3世 (ローマ教皇) を参照。
2. ステファヌス4世 (在位:816年-817年)→ステファヌス4世 (5世)とも書かれる。

本項では、現在教皇庁および『教皇庁年鑑』が正式に認めている、816年に即位した人物について扱う。
ステファヌス4世（Stephanus IV、770年頃? - 817年1月24日）は、ローマ教皇（在位：816年6月22日 - 817年1月24日）。

## 生涯
ローマ市の貴族階級の出身。816年6月22日にローマ教皇に登位した。登位したステファヌスはローマ市民に対してローマ皇帝ルートヴィヒ1世に忠誠を誓うよう声明を発し、先代レオ3世の路線を継承してフランク王国との連携をさらに深めた。
またステファヌスは、コンスタンティヌス大帝が使用していた帝冠を献上すると称して皇帝ルートヴィヒに会見を申し込み、ルートヴィヒおよびルートヴィヒの妻エルマンガルド・ド・エスベイへの戴冠を行う許しを得た。ステファヌスは816年10月初めにランスに赴き、816年10月5日にランスにおいて戴冠式を挙行した。
翌817年にローマに帰還した後、まもなく死去した。
ステファヌスが行った戴冠式は当時は単に祭礼的な位置づけにすぎず、ルートヴィヒがローマの教皇をランスに呼びつけて戴冠式を行わせたことも、単にローマ教皇に対する皇帝権の優位の確認にすぎなかった。しかし結果としてみるならば、この戴冠式は以後のヨーロッパ史を大きく左右する出来事になったということができる。当時の西ローマ帝国では皇帝即位は古代ローマ帝国の伝統に則って市民の歓呼によって行われるものであり、教皇による戴冠は同時代の東ローマ帝国ほどには重視されていなかった。ルートヴィヒ1世もローマ皇帝に即位したのは813年の市民の歓呼によってであり、戴冠はカール大帝の手によって行われた。これは817年に即位したロタール1世についても同様で、皇帝即位に際してローマ教皇庁は何ら特別な役割を演じることができなかった。しかし、レオ3世とステファヌスに続きパスカリス1世もが823年にロタール1世の戴冠式を行うことに成功すると、皇帝即位に際して戴冠と塗油を教皇が担うことが、西ローマ帝国においても次第に伝統的な儀式として受け入れられるようになっていった。